# Sozialklausel
Eine Sozialklausel ist eine Klausel in einem Vertrag oder einem Gesetz, durch die soziale Belange gewährleistet werden sollen.
Meist ist eine Sozialklausel eine Härtefallregelung oder ein sozialer Mindeststandard. Sie greift, wenn die eigentlichen Regelungen für bestimmte Betroffene eine unzumutbare (soziale) Härte darstellen würden.
Der Begriff wird in einer Vielzahl von Kontexten verwendet. Einige Beispiele:

## Sozialklausel im Mietrecht
Als Sozialklausel bezeichnet man im Mietrecht die Mieterschutzvorschriften der §§ 574a bis § 574c BGB. Selbst wenn der Vermieter das Mietverhältnis wirksam gekündigt hat, kann der Mieter der Kündigung widersprechen, wenn die Kündigung, auch unter Würdigung der berechtigten Interessen des Vermieters, eine unzumutbare Härte für ihn oder einen Familienangehörigen bedeuten würde. Diese Regelung gilt nicht für außerordentliche fristlose Kündigungen.
Der Widerspruch bedarf der Schriftform und muss dem Vermieter spätestens zwei Monate vor Ende des Mietverhältnisses zugehen. Ein späterer Widerspruch ist nur zulässig, wenn der Vermieter im Kündigungsschreiben auf die Möglichkeit des Widerspruchs, dessen Form und die Frist nicht hingewiesen hat.

## Sozialklauselverordnung
Art. 14 des Investitions- und Wohnbaulandgesetzes vom 22. April 1993 (BGBl. I S. 466) ermächtigt die Bundesländer, Verordnungen über eine Sozialklausel in Gebieten mit gefährdeter Wohnungsversorgung (Sozialklausel-VO) zu erlassen.
Hierdurch werden Gemeinden oder Teile von Gemeinden bestimmt, in denen die ausreichende Versorgung der Bevölkerung mit Mietwohnungen zu angemessenen Bedingungen besonders gefährdet ist. In solchen Gebieten gelten abweichend von den Bestimmungen des Bürgerlichen Gesetzbuchs (BGB) Einschränkungen in den Kündigungsrechten der Vermieter.

## Sozialklausel im Gesundheitswesen
Die Versicherten der gesetzlichen Krankenkassen mit geringen Einkommen sollen durch Sozialklauseln von Eigenbeteiligungen entlastet werden, die sie sich nicht leisten können.
Bis Ende 2003 galt eine Sozialklausel, die Geringverdiener und Bezieher bestimmter Sozialleistungen vollständig von Zuzahlungen befreite. Im Rahmen der Gesundheitsreform 2006 ist eine neue Sozialklausel im Gespräch, die insbesondere Versicherte mit geringen Einkommen vor zu hohen Beiträgen zur Krankenversicherung schützen soll (1 %-Regelung).

## Sozialklausel im Zusammenhang mit Studiengebühren
In den Landeshochschulgesetzen der Länder sind Sozialklauseln enthalten, die sicherstellen sollen, dass auch sozial schwächere Studenten das Studium finanzieren können.
In Hessen sind z. B. die Studiendarlehen für BAföG-Empfänger zinsfrei, in NRW brauchen Studenten, die Kinder bis 14 Jahre erziehen, keine Gebühren zahlen.

## Sozialklauseln in internationalen Handelsverträgen
In vielen Staaten der Erde werden arbeitsrechtliche und soziale Mindeststandards missachtet oder geleugnet, also ein Mindestmaß an Sozialleistungen, die z. B. in Deutschland Alltag sind. Zu ihnen zählen etwa die Mindestlöhne, Vereinbarungen zur Kinderarbeit, zur Arbeitszeit, zu Überstunden und zum Urlaubsanspruch.
Im Falle von Staaten, die die Mindeststandards bisher nicht einhalten, wird seitens der Handelspartner manchmal versucht, bei der Produktion von Exportwaren in jenen Ländern entsprechende Sozialklauseln auszuhandeln. In ihnen werden die genannten Mindeststandards vereinbart. Verstößt ein Vertragspartner gegen die festgelegten Bestimmungen der Sozialklauseln, läuft er Gefahr, mit handelspolitischen Nachteilen „bestraft“ zu werden, etwa mit höheren Zöllen oder Einfuhrverboten. Eine andere Variante von Sozialklauseln sind positive Handelssanktionen, also beispielsweise niedrigere Zölle, die bei der Einhaltung bestimmter Sozialstandards gewährt werden können. Im Gegenzug werden Anreize wie niedrige Zölle oder Handelsunterstützungen geboten, damit Staaten Sozialklauseln anerkennen.
Sozialklauseln sind umstritten. Während einige sie als die einzige Chance sehen, „faire“ und „humane“ Handelsbeziehungen aufzubauen, befürchten andere, dass Sozialklauseln fordernde Staaten versuchen könnten, unliebsame Konkurrenz z. B. durch Abschottung der Märkte nach Verstößen gegen Sozialklauseln auszuschalten.